# Chodda toxica
Chodda toxica är en fjärilsart som beskrevs av Turner 1902. Chodda toxica ingår i släktet Chodda och familjen nattflyn. Inga underarter finns listade i Catalogue of Life.